# Masia fortificada Torre Leandra
La masia fortificada Torre Leandra, també coneguda com a Torre dels Tenens de l'Ontrader, Masia Collado, Torre Centelles, és un edifici agrícola i residencial fortificat, situat al sud-oest de Vilafranca, a la comarca de l'Alt Maestrat, al que s'arriba partint de Vilafranca pel camí de la Barranca. És damunt un altell als peus de la Serra Brusca, des d'on es contempla des del bec de Peñagolosa, situat a l'oest, fins a altres masies fortificades de la zona, tals com la Torre En Blasco, situada al nord, o la Torre Fonso.
S'hi accedeix per una pista asfaltada que parteix per l'oest de l'avinguda del Llosar a Villafranca i continua pel carrer El Pilar.
Va ser llistat com a Bé d'Interès Cultural el 1998.

## Història
Disperses pel terme municipal de Vilafranca hi ha moltes masies fortificades. Això s'explica pel fet que a la zona no hi havia cap castell que permetés als agricultors disseminats per la zona, refugiar-se en cas de perill. Si tenim en compte que aquesta zona ha estat implicada en tots els conflictes bèl·lics, des de la reconquesta a la guerra del 36 (Guerra de Successió, Guerra d'Independència, Guerres Carlines, disputes amb la veïna Morella…), pot entendre's la necessitat de crear espais fortificats.
La masia continua dedicada l'activitat agrícola i ramadera per la dissetena generació de masòvers dins de la mateixa nissaga. Roman envoltada de corrals per a l'explotació del bestiar.

## Descripció
L'edifici respon a tipologia comuna a la zona: té una planta rectangular, amb murs de fàbrica de maçoneria, reforçats en les cantonades de sillarejo; sostre a una aigua acabat en teula àrab, està envoltat, excepte en el costat on aboca les aigües, pels murs de maçoneria que es perllonguen fent el rematament en merlets als quatre extrems, així com al centre del mur de l'aresta de la coberta. Com a decoració dels merlets, té un carreu piramidal. No hi ha gaire obertures, excepte dues petites finestres als paraments nord-est i nord-oest, que van ser afegides més tard.
La torre queda envoltada pel sud-oest i el sud-est per la masia que presenta planta baixa i pis, amb coberta de teula àrab a dos vessants. L'aresta de la coberta perpendicular a la façana principal està desplaçada respecte al centre de la planta, la qual cosa fa que es produeixi una desigualtat en les vertents sobre les parets.
La façana principal s'orienta al sud-oest i l'accés principal es realitza a través d'una porta (lleugerament desplaçada a l'esquerra), amb arc de mig punt i brancals de carreu. Com ocorre en altres masies, sobre la porta d'accés se situa una petita finestra, que està emmarcada amb Carreus. Presenta en la planta baixa una finestra a cada costat de la porta, mentre que en la planta superior s'obre una finestra i una balconada.
Està en bon estat de conservació.